# Kristania Virginia Besouw
Kristania Virginia Besouw (née le 7 mai 1985) est une mannequin indonésienne qui a remporté le titre de Miss Indonésie 2006.
Elle devient ensuite infirmière militaire pour l'armée américaine à Fort Hood, Texas.